# ウルラ＝ブリット・ショダールンド
ウルラ＝ブリット・ショダールンド（Ulla-Britt Söderlund, 1943年8月12日 - 1985年7月21日）は、スウェーデンの衣裳デザイナーである。スウェーデン、デンマーク、イギリスの20本もの映画でデザインを担当した。1976年にスタンリー・キューブリック監督映画『バリー・リンドン』でミレーナ・カノネロと共にアカデミー衣裳デザイン賞を受賞した。

## キャリア
ショダールンドが初めて衣裳の責任者を務めたのはデンマークとスウェーデンの合作映画で、ヘニング・カールセン監督の『Hunger』（1966年）と『花弁が濡れるとき』（1967年）であった。
その後もガブリエル・アクセル、マイ・セッタリング、ヤン・トロエル、ハンス・アルフレッドソン、スタンリー・キューブリックといった著名な監督の作品を手がけ、キューブリックの『バリー・リンドン』によりアカデミー衣裳デザイン賞を獲得し、また英国アカデミー賞にもノミネートされた。
1970年代後半にはデンマークのテレビシリーズ『Matador』に参加した。1982年のアルフレッドソンの映画『The Simple-Minded Murder』が最後の作品である。

## 受賞とノミネート
| 賞               | 年   | 部門           | 作品             | 結果       |
| ---------------- | ---- | -------------- | ---------------- | ---------- |
| アカデミー賞     | 1975 | 衣裳デザイン賞 | バリー・リンドン | 受賞       |
| 英国アカデミー賞 | 1975 | 衣裳デザイン賞 | バリー・リンドン | ノミネート |